# Mammut cosoensis
Mammut cosoensis — вимерлий вид хоботних ссавців роду Мастодонт (Mammut) родини Мастодонтові (Mammutidae). Викопні рештки виду знайдено у відкладах формації Косо у штаті Каліфорнія, датуються кінцем пліоцену. Вид спочатку відносили до роду Pliomastodon, пізніше класифікували до роду Mammut.